# Monidura
La monidura es un tipo de canción folclórica, originaria de la localidad de Mancha Real, provincia de Jaén (España), localizada en la comarca de Sierra Mágina. 
Tienen carácter religioso, y están dedicadas a la Virgen del Rosario, cuando se cantan el domingo anterior al 7 de octubre; a Nuestro Padre Jesús, cantadas el tercer domingo de septiembre; y a la Virgen de los Dolores, cantadas el cuarto domingo de septiembre. Se utilizan como aviso de fiesta, y adoptan forma de coplilla, acompañada por guitarra, violín y clarinete.
La tradición de las moniduras proviene de la mitad del siglo xix, y está vinculada a las cofradías y a los Rosarios de la Aurora, folclore típico en toda la comarca.